# Illy (rappeur)
 (janvier 2019).
Si vous disposez d'ouvrages ou d'articles de référence ou si vous connaissez des sites web de qualité traitant du thème abordé ici, merci de compléter l'article en donnant les références utiles à sa vérifiabilité et en les liant à la section « Notes et références ».
Pour les articles homonymes, voir Illy.
Alasdair David George Murray, né le 6 septembre 1986, à Frankston en Australie, plus connu sous son nom d'artiste de Illy, est un rappeur australien. 
Avant sa carrière solo, Illy était membre de Crooked Eye, mais a choisi de quitter le groupe. Il a sorti son premier album solo en 2009, intitulé Long Story Short, et a depuis sorti quatre autres albums. 

## Discographie
- 2009 : Long Story Short
- 2010 : The Chase
- 2012 : Bring It Back
- 2013 : Cinematic
- 2016 : Two Degrees
- 2020 : The Space Between[2]